# Molibdén-trioxid
A molibdén-trioxid egy szervetlen vegyület, a molibdén oxidja, kémiai képlete MoO3. Benne a molibdén oxidációs száma +6. A molibdén-trioxid a legnagyobb mennyiségben termelt molibdénvegyület. A természetben a ritka molibdit ásványban fordul elő. Elsősorban elemi molibdén kinyerésére, illetve oxidációs reakciókban katalizátorként használják.

## Szerkezet

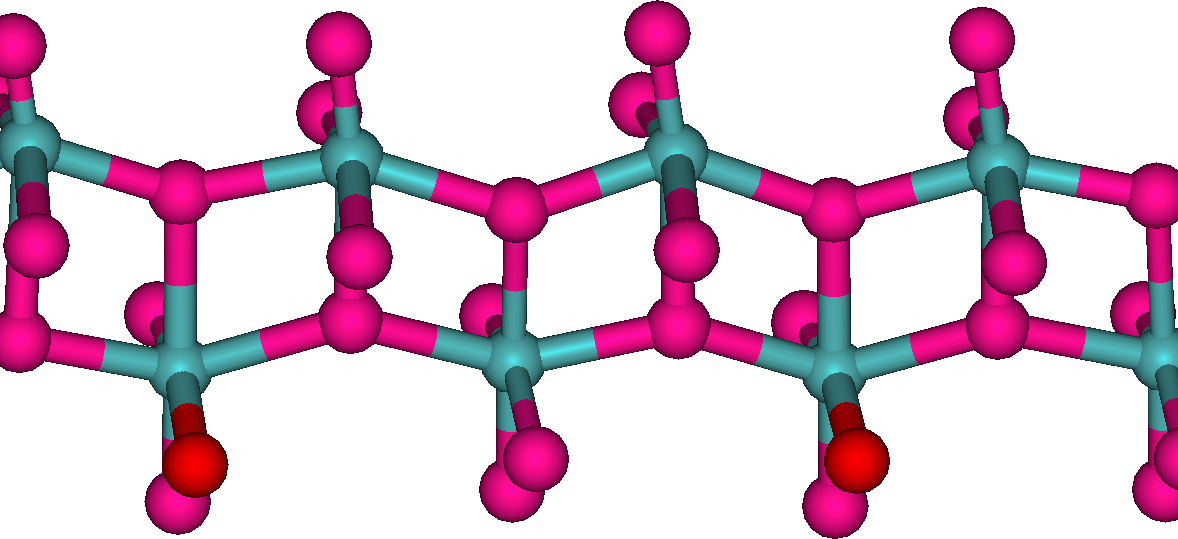
A sarkokon kapcsolódó MoO_{6}-oktaéderekből álló molibdén-trioxid lánc. Az elöl és hátul lévő oxigénatomok más láncokhoz kapcsolódva réteges szerkezetet alakítanak ki.

Gázállapotban a molibdén-trioxid molekulájában három oxigén kettős kötésekkel kapcsolódik a központi molibdénatomhoz. A szilárd, vízmentes MoO3-ban, azonban torzult MoO6 oktaéderekből alakul ki réteges szerkezet. Az csúcsaikkal érintkező oktaéderekből láncok alakulnak ki, melyeket oxigénatomok kötnek össze, kialakítva ezzel a réteges szerkezetet. Az oktaéderben a más atomokhoz nem kapcsolódó oxigén és a molibdén közti kötés rövidebb, mint a többi kötés.

## Előállítás és reakciók
A molibdén-trioxidot iparilag a molibdén elsődleges érce, a molibdén-diszulfid pörkölésével állítják elő:
2 MoS2  +  7 O2   →   2 MoO3  +  4 SO2
Laboratóriumban a nátrium-molibdát vizes oldatából állítják elő perklórsavval:
Na2MoO4  +  H2O  +  2 HClO4   →  MoO3(H2O)2  +  2 NaClO4
Ha a molibdén-trioxidot lúgban oldjuk, a kapott oldatban a tetraéderes MoO42- ionok fordulnak elő és belőle egyszerű molibdátok (pl. Na2MoO4) kristályosíthatók. Az oldatból savanyítás hatására az élénk sárga színű molibdénsav (MoO3·2H2O) nyerhető, mely hevítéssel monohidráttá alakítható.

## Felhasználás
A molibdén-trioxidot a molibdén gyártásának alapanyagaként használják, amit acélok és korrózióálló ötvözetek adalékaként használnak. A gyártáshoz a MoO3-ot magas hőmérsékleten hidrogénnel redukálják:
MoO3  +  3 H2  →   Mo  +  3 H2O
A molibdén-trioxidot az akrilnitril propénből és ammóniából történő előállításakor katalizátorként is használják. Javasolták lehetséges mikroba-elleni szerként például polimerekben, mert vízzel érintkezve H+ ionokat képez, amely hatékonyan pusztítja el a baktériumokat.

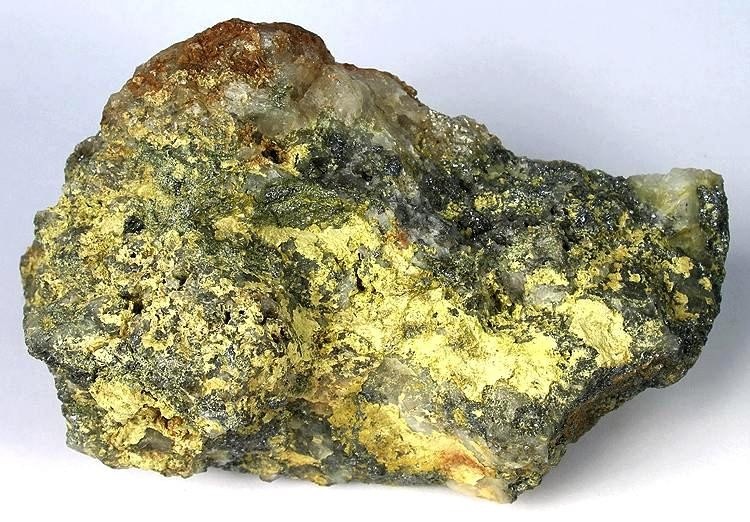
Molibdit molibdeniten, Új-Mexikóban bányászva

## Fordítás
Ez a szócikk részben vagy egészben  a   Molybdenum trioxide című angol Wikipédia-szócikk ezen változatának fordításán alapul.  Az eredeti cikk szerkesztőit annak laptörténete sorolja fel. Ez a jelzés csupán a megfogalmazás eredetét és a szerzői jogokat jelzi, nem szolgál a cikkben szereplő információk forrásmegjelöléseként.